# Venons-en au fait, mon trésor
Pour plus de détails, voir Fiche technique et Distribution.
Venons-en au fait, mon trésor (titre original : Zur Sache, Schätzchen) est une comédie ouest-allemande réalisée par May Spils et sortie en 1968. Il met en vedette l'acteur Werner Enke (de) dans le rôle de Martin, un « gammler » que tout indiffère.
Ce film, dont la première a eu lieu le 4 janvier 1968, a été l'un des succès commerciaux du Nouveau cinéma allemand. Il a influencé le langage courant, notamment avec des termes tels que « fummeln », « Dumpfbacke » ainsi que « tüllich », forme abrégée de « natürlich » dans le langage courant.
Venons-en au fait, mon trésor a été la plus grand succès dans les salles suisses au cours du second semestre 1968 et le film allemand le plus populaire en Allemagne en 1968 avec 6,5 millions d'entrées (2e de l'année toute nationalité confondue derrière Le Livre de la jungle).

## Synopsis
Martin vit dans le quartier de Schwabing à Munich, sans but et sans souci. Il gagne sa vie en écrivant des textes de chansons à succès pour son employeur, Block. Même un cambriolage auquel il assiste par hasard ne l'intéresse pas vraiment.
Ce n'est que son ami Henry qui le persuade de signaler le crime à la police. Au commissariat, il fait preuve d'un tel manque d'intérêt pour l'enquête qu'il en devient lui-même suspect. Il parvient toutefois à s'échapper grâce à la jolie Barbara, qu'il a rencontrée peu de temps auparavant ; elle distrait les policiers par un strip-tease.
Plus tard, Martin est arrêté, mais son comportement n'a pas changé. Sous les yeux du policier qui veut l'arrêter, il manipule un pistolet avec ennui, tout en affirmant qu'il n'est pas chargé. Le policier déstabilisé finit par tirer un coup de feu sur lui, mais même cela ne parvient pas à déstabiliser Martin. Il félicite le policier pour la chance qu'il a eue de ne l'avoir qu'effleuré.

## Fiche technique
- Titre original : Zur Sache, Schätzchen[3]
- Titre français : Venons-en au fait, mon trésor[4]
- Réalisation : May Spils
- Scénario : Werner Enke (de)
- Photographie : Klaus König
- Montage : Ulrike Froehner
- Musique : Kristian Schultze
- Production : Peter Schamoni
- Société de production : Peter Schamoni Film
- Pays de production :  Allemagne de l'Ouest
- Langue originale : Allemand
- Format : Noir et blanc - 1,37:1 - mono - 35 mm
- Genre : comédie
- Durée : 80 minutes
- Dates de sortie :
  - Allemagne de l'Ouest : 4 janvier 1968

## Distribution
- Werner Enke (de) : Martin
- Uschi Glas : Barbara
- Henry van Lyck : Henry van Bosch
- Helmut Brasch (de) : Viktor Block
- Inge Marschall (de) : Anita
- Rainer Basedow : Le chef de garde
- Martin Lüttge (de) : Poète dans l'ascenseur
- Joachim Schneider (de) : Sergent
- Fritz Schuster : mendiant
- Johannes Buzalski (de) : Voyeur
- Horst Pasderski (de) : Producteur de films
- Ursula Bode (de) : Mère au zoo
- Edith Volkmann (de) : Concierge